# Jakob Guttmann (Rabbiner)
Jakob Guttmann (geboren am 22. April 1845 in Beuthen, Provinz Schlesien ; gestorben am 29. September 1919 in Breslau) war ein deutscher Rabbiner und Religionsphilosoph.

## Leben
Jakob Guttmann war der Sohn eines Kaufmanns aus Beuthen. 1861 trat er in das Rabbiner-Seminar in Breslau. Danach studierte er an der Universität von Breslau und schloss sein Studium 1868 mit einem Doktortitel über die Philosophie von Descartes und Spinoza ab.
Guttmann war verheiratet mit Beate geborene Simonson (* 1858) aus Kopenhagen, die sehr aktiv in der Jüdischen Gemeinde Breslau tätig war. Aus dieser Ehe entstammte Julius Guttmann.
Guttmann war von 1874 bis 1892 Landrabbiner in Hildesheim. Ab 1892 war er Rabbiner der liberalen jüdischen Gemeinde in Breslau. 1910 wurde er zum Vorsitzenden der Rabbinerunion in Deutschland gewählt. Ab 1911 war Guttmann Vorsitzender der Gesellschaft zur Förderung der jüdischen Wissenschaft. 
Er führte auch aktive akademische Forschung durch und spezialisierte sich auf das Studium der Werke mittelalterlicher jüdischer Theologen und Philosophen. Zu diesen Studien gehörten Abraham ibn Daud, Saadia Gaon, Solomon ibn Gabirol, Maimonides und Isaak Abrabanel sowie Arbeiten über den Einfluss der mittelalterlichen jüdischen Philosophie über die Ansichten christlicher Philosophen wie Thomas von Aquin und Duns Scotus.

## Werke (Auswahl)
- Die Religionsphilosophie des Abraham ibn Daud aus Toledo. Göttingen 1879.
- Die Religionsphilosophie des Saadja. Göttingen 1882 (Online, Online, Online).
- Die Philosophie des Salomon ibn Gabirol. Vandenhoeck & Ruprecht, Göttingen 1889, Repr. Olms, Hildesheim 1979 (Online).
- Das Verhältnis des Thomas von Aquino zum Judentum und zur jüdischen Literatur. Göttingen 1891 (Online)
- Die Beziehungen des Johannes Duns Scotus zum Judenthum. In: Monatsschrift für Geschichte und Wissenschaft des Judentums 38/1 (1893), S. 26–39. (Online)
- Über Dogmenbildung im Judenthum. Vortrag. Hrsg. vom Verein für jüdische Geschichte und Literatur zu Breslau. Breslau, Wilh. Jacobsohn & Co., 1894
- Über einige Theologen des Franziskanerordens und ihre Beziehungen zum Judenthum. In: Monatsschrift für Geschichte und Wissenschaft des Judentums 40/7 (1896), S. 314–329. (Online)
- Die Scholastik des 13. Jahrhunderts in ihren Beziehungen zum Judentum und zur jüdischen Literatur. Breslau 1902 (Online, Online)
- hg. mit W. Bacher: Moses Ben Maimon, sein Leben, seine Werke und sein Einfluss. Leipzig: Fock 1908 (Online)
- Die religionsphilosophischen Lehren des Isaak Abravanel. Breslau : Marcus 1916 (Online)
- Fest- u. Sabbatpredigten. Hrsg. v. Julius Guttmann, Frankfurt am Main : J. Kauffmann 1926.
- Festschrift zum 70. Geburtstag. Online, Leipzig: Fock 1915.